# Fichas Internacionales de Seguridad Química
Las Fichas Internacionales de Seguridad Química (Fichas ICSC) son hojas de datos destinadas a proporcionar información esencial sobre seguridad y salud en la utilización de productos químicos de una manera clara y concisa. El objetivo principal de las fichas es promover el uso seguro de los productos químicos en el lugar de trabajo y los destinatarios principales son por lo tanto los trabajadores y los responsables de la seguridad y la salud en el trabajo.

El proyecto ICSC (por su nombre en inglés International Chemical Safety Cards) es una empresa conjunta entre la Organización Mundial de la Salud (OMS) y la Organización Internacional del Trabajo (OIT), con la cooperación de la Comisión Europea (CE). Este proyecto se inició durante la década de 1980 con el objetivo de desarrollar un producto para difundir la información apropiada sobre los peligros de los productos químicos en el lugar de trabajo de una forma comprensible y precisa.
Las fichas se preparan en inglés por expertos de las instituciones participantes del proyecto y son revisadas por los mismos expertos en reuniones semestrales antes de hacerlas públicas. Posteriormente, las instituciones nacionales traducen las fichas en inglés a los idiomas correspondientes y estas versiones traducidas también se publican en la Web. La colección de Fichas en inglés es la versión original. Hasta la fecha, aproximadamente 1700 fichas están disponibles en inglés en formato HTML y PDF. Las versiones traducidas de las fichas existen en diferentes idiomas: español, finlandés, francés, húngaro, italiano, japonés, polaco y otros.
El objetivo del proyecto es hacer que la información esencial en materia de seguridad y salud en la utilización de productos químicos esté a disposición de un público tan amplio como sea posible, especialmente en el lugar de trabajo. El proyecto aspira a seguir mejorando el mecanismo para la preparación de las fichas en inglés, así como a aumentar el número de las versiones traducidas disponibles, por lo que agradece el apoyo de las instituciones que puedan contribuir no sólo a la preparación de las Fichas, sino también al proceso de traducción.

## Fichas ICSC
Las fichas ICSC son hojas informativas que recopilan de forma clara y concisa la información esencial en materia de seguridad y salud en la utilización de productos químicos.
El objetivo principal de las fichas es promover el uso seguro de los productos químicos en el lugar de trabajo y los destinatarios principales son por lo tanto los trabajadores.
El proyecto ICSC es una actividad conjunta de la Organización Mundial de la Salud (OMS) y la Oficina Internacional de Trabajo (OIT), con la cooperación de la Comisión Europea.

## ¿Cómo se elaboran las fichas ICSC?
Las fichas ICSC se preparan en inglés por un grupo de expertos que se reúne periódicamente para revisarlas antes de hacerlas públicas.
Las fichas existentes se actualizan con regularidad para tener en cuenta los últimos avances científicos.
La creación de nuevas fichas es propuesta por los distintos países o por partes interesadas.